# Cornu, Alba
Cornu este un sat în comuna Bucerdea Grânoasă din județul Alba, Transilvania, România.